# Fëanor
Fëanor es un personaje ficticio que pertenece al legendarium creado por el escritor británico J. R. R. Tolkien. Es un elfo del clan Noldor, primogénito del rey Finwë y de su primera esposa, Míriel, y medio hermano de Findis, Fingolfin, Irimë y Finarfin. 
Tenía grandes habilidades en orfebrería y fue el creador de los Silmarils. Las consecuencias de las acciones de Fëanor y la suerte de los Silmarils son el argumento central del Quenta Silmarillion, la parte central y que da nombre a la novela El Silmarillion. 
Fëanor era considerado el más poderoso de entre todos los Hijos de Ilúvatar.

## Historia
Fëanor nació en el año 1169 de las Edades de los Árboles, en Valinor. Su nombre paterno es Curufinwë y su madre lo llamó Fëanáro ("Espíritu de fuego") porque sabía la poderosa llama que ardía dentro de su hijo. El alumbramiento de Fëanor consumió tantas energías de Míriel que ésta acabó finalmente muriendo en los jardines de Lórien y viajando por consiguiente a las Estancias de Mandos antes de tiempo, de las cuales se negó a regresar a pesar de que los Valar le dieron la oportunidad de hacerlo. En otras versiones, Míriel sobrevive el alumbramiento de Fëanor, mas queda muy débil y muere durante la infancia del niño. Hecho huérfano de madre, es posible que su personalidad haya sido influenciada por este evento catastrófico en su temprana edad. Fëanor se casó con Nerdanel la Sabia, la cual le dio siete hijos: Maedhros, Maglor, Celegorm, Curufin, Caranthir, y los gemelos Amrod y Amras.
Fëanor es considerado el mayor artífice de la historia de elfos y hombres, dotado de una inteligencia y una habilidad sin par. Su obra maestra fueron los Silmarils, joyas que contenían la luz de los Dos Árboles de Valinor, Laurelin y Telperion, y que se convirtieron en el único lugar donde esta luz sobrevivió tras la destrucción de ambos.
De ardiente carácter, rápido en cólera, fue desterrado de Tirion (la ciudad de los elfos) durante 12 años por amenazar con un arma a su medio hermano Fingolfin, ya que por causa de las mentiras de Melkor, creía que pretendía robarle el aprecio de su padre. Mientras él estaba en destierro junto a su padre y sus hijos, quienes lo siguieron por voluntad propia, Melkor atacó y destruyó los Dos Árboles que alumbraban Valinor en complicidad con Ungoliant, y luego entró y saqueó la fortaleza de Fëanor, llamada Formenos, cuando este estaba ausente, llevándose los Silmarils y matando a Finwë, tras lo que escapó a la Tierra Media.
Enojado, confuso y harto de esperar a que los Valar actuaran, Fëanor pronunció junto con sus hijos el Juramento de Fëanor, por el cual se comprometían a recuperar los Silmarils de manos de quien quiera que los tuviera, aun matándolos, y si no cumplían su juramento, pedía al mismo Eru que los aniquilara. Debido a esto se inició la salida de la gran mayoría de los Noldor de Aman hacia la Tierra Media, lo que desembocó en la matanza de Alqualondë contra los elfos Teleri que no quisieron dar sus barcos a Fëanor para que fuera tras Melkor. Debido a esto es que los Valar pronunciaron el hado de los Noldor, por el cual maldecían cualquier obra o empresa que ellos emprendieran a partir de ese momento, aunque Fëanor con orgullo se burló y continuó la persecución. Igualmente abandonó a la mayoría del pueblo Noldor en Aman, al no tener cabida para todos en los barcos robados a los Teleri, dejando a su suerte al pueblo de su medio hermano Fingolfin, sus hijos y los hijos de Finarfin, que tuvieron que cruzar solos y a pie el Helcaraxë, el paso congelado al norte del mundo, pues Fëanor se negó a ir por ellos en los barcos, ordenando que ya en las costas de la Tierra Media fueran quemados.
Al final, Fëanor persiguió a Melkor hasta la Tierra Media (sobre los cadáveres de los elfos asesinados por esta loca causa, Teleri y Noldor), pero al ser tan impetuoso, murió en la primera batalla a manos de Gothmog, tras un encarnizado combate con un grupo de Balrogs. También inventó las Tengwar y se cree que las Palantiri.
Se le considera el segundo Rey Supremo de los Noldor, primero en Aman, y luego de ser desterrado, en el exilio en la Tierra Media.

## Árbol genealógico
|          |          |          |          |          |          |  |  |        |        |        |        |        |        |  |  | Finwë    | Finwë    | Finwë    | Finwë    | Finwë    | Finwë    |        |        | Míriel    | Míriel    | Míriel    | Míriel    | Míriel    | Míriel    |          |          |          |          |         |         |         |         |  |  |       |       |       |       |       |       |  |  |       |       |       |       |       |       |
|          |          |          |          |          |          |  |  |        |        |        |        |        |        |  |  | Finwë    | Finwë    | Finwë    | Finwë    | Finwë    | Finwë    |        |        | Míriel    | Míriel    | Míriel    | Míriel    | Míriel    | Míriel    |          |          |          |          |         |         |         |         |  |  |       |       |       |       |       |       |  |  |       |       |       |       |       |       |
|          |          |          |          |          |          |  |  |        |        |        |        |        |        |  |  |          |          |          |          |          |          |        |        |           |           |           |           |           |           |          |          |          |          |         |         |         |         |  |  |       |       |       |       |       |       |  |  |       |       |       |       |       |       |
|          |          |          |          |          |          |  |  |        |        |        |        |        |        |  |  |          |          |          |          | Fëanor   | Fëanor   | Fëanor | Fëanor | Fëanor    | Fëanor    |           |           | Nerdanel  | Nerdanel  | Nerdanel | Nerdanel | Nerdanel | Nerdanel |         |         |         |         |  |  |       |       |       |       |       |       |  |  |       |       |       |       |       |       |
|          |          |          |          |          |          |  |  |        |        |        |        |        |        |  |  |          |          |          |          | Fëanor   | Fëanor   | Fëanor | Fëanor | Fëanor    | Fëanor    |           |           | Nerdanel  | Nerdanel  | Nerdanel | Nerdanel | Nerdanel | Nerdanel |         |         |         |         |  |  |       |       |       |       |       |       |  |  |       |       |       |       |       |       |
|          |          |          |          |          |          |  |  |        |        |        |        |        |        |  |  |          |          |          |          |          |          |        |        |           |           |           |           |           |           |          |          |          |          |         |         |         |         |  |  |       |       |       |       |       |       |  |  |       |       |       |       |       |       |
|          |          |          |          |          |          |  |  |        |        |        |        |        |        |  |  |          |          |          |          |          |          |        |        |           |           |           |           |           |           |          |          |          |          |         |         |         |         |  |  |       |       |       |       |       |       |  |  |       |       |       |       |       |       |
|          |          |          |          |          |          |  |  |        |        |        |        |        |        |  |  |          |          |          |          |          |          |        |        |           |           |           |           |           |           |          |          |          |          |         |         |         |         |  |  |       |       |       |       |       |       |  |  |       |       |       |       |       |       |
| Maedhros | Maedhros | Maedhros | Maedhros | Maedhros | Maedhros |  |  | Maglor | Maglor | Maglor | Maglor | Maglor | Maglor |  |  | Celegorm | Celegorm | Celegorm | Celegorm | Celegorm | Celegorm |        |        | Caranthir | Caranthir | Caranthir | Caranthir | Caranthir | Caranthir |          |          | Curufin  | Curufin  | Curufin | Curufin | Curufin | Curufin |  |  | Amrod | Amrod | Amrod | Amrod | Amrod | Amrod |  |  | Amras | Amras | Amras | Amras | Amras | Amras |

## Etimología
Según las distintas versiones del legendarium, los primeros nombres de Fëanor fueron Finwëminya ("Primer Finwë") o Finwion ("Hijo de Finwë"), ambos en la lengua quenya. Según se fueron descubriendo sus habilidades le llamaron Curufinwë, que significa "Hábil Finwë". Su madre le dio el nombre de Fëanáro ("Espíritu de fuego"). El Elfo adoptaría más tarde este nombre en la lengua sindarin, aunque la forma correcta sería Faenor en vez de Fëanor. Tolkien atribuye este error a una confusión de los escribas.